# Cải cách kinh tế Cuba

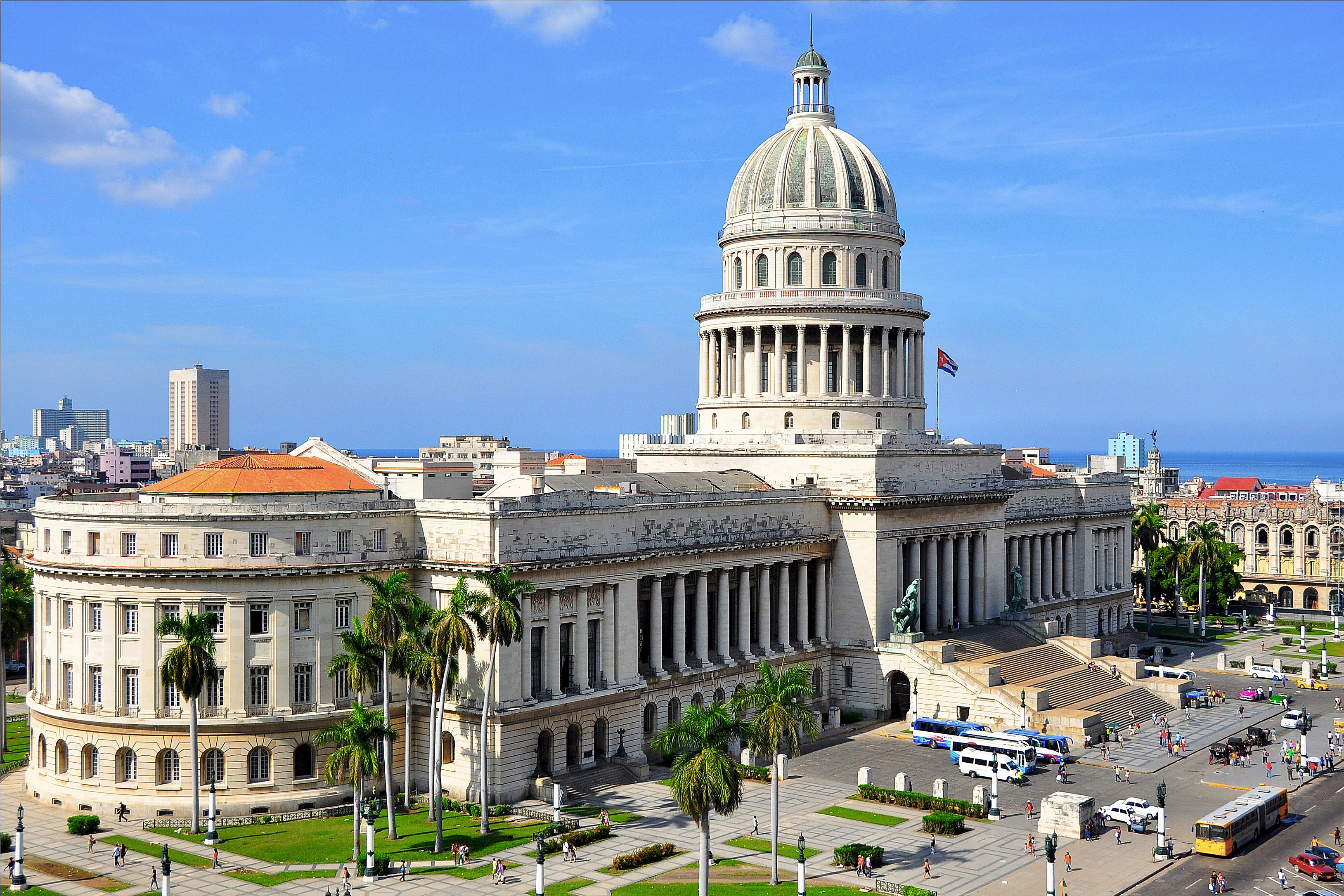
Tòa nhà quốc hội Cuba

Cải cách kinh tế Cuba đề cập đến các chính sách kinh tế vĩ mô được thực hiện với mục đích ổn định nền kinh tế Cuba sau năm 1993. Ban đầu chúng được ban hành nhằm bù đắp sự mất cân đối kinh tế do Liên Xô tan rã vào năm 1991. Các cải cách tập trung chủ yếu vào việc ổn định kinh tế vĩ mô của nền kinh tế Cuba với mục tiêu nhắm đến đạt được thông qua việc giảm thâm hụt tài khóa và thông qua những thay đổi về cơ cấu như việc hợp pháp hóa tư doanh và phi danh nghĩa hóa đồng đô la Mỹ. Các cải cách kinh tế dẫn đến giảm lạm phát, đồng Peso tăng giá, tăng sản lượng và năng suất, đồng thời cải thiện tình trạng thiếu hụt tài chính. Những cải cách kinh tế của Cu-ba với mục tiêu trọng tâm là cập nhật mô hình phát triển và mở cửa nền kinh tế đã và đang được thế hệ lãnh đạo mới ở Cuba tiếp tục thực hiện nhằm thích nghi với nhu cầu phát triển của đất nước và tình hình thế giới.
Nền kinh tế Cuba gần như hoàn toàn khép kín và gần đây, khu vực kinh tế tư nhân mới được khuyến khích phát triển. Kinh tế Cuba tăng trưởng với tốc độ chậm được cho là do lệnh cấm vận dài hơn nửa thế kỷ của Mỹ và chương trình kế hoạch hóa tập trung. Năm 2010, Chủ tịch Cuba thời điểm đó là Raul Castro đã bắt đầu mở cửa nền kinh tế theo hướng tự do hóa thị trường hơn. Quốc hội Cuba đã thông qua dự thảo sửa đổi Hiến pháp với một số nội dung thay đổi. Hiến pháp mới đã "công nhận vai trò của thị trường và các hình thức sở hữu mới, trong đó có sở hữu tư nhân" với việc công nhận này sẽ cho phép hợp thức hóa các xí nghiệp vừa và nhỏ. Hiến pháp cũng nhìn nhận "tầm quan trọng của đầu tư ngoại quốc đối với sự phát triển của đất nước". Trên thực tế, hiện nay Cuba đã có cơ chế cho đầu tư nước ngoài nhưng là để bổ sung cho đầu tư của Nhà nước, thông qua các liên doanh.

## Bối cảnh
Trong hơn sáu thập niên kể từ ngày Cách mạng Cuba, ngày 1 tháng 1 năm 1959 cho đến hiện nay sau khi Chủ tịch Cuba Raul Castro triển khai tiến trình cải cách có tên "cập nhật hóa xã hội chủ nghĩa của Cuba" từ lúc lên nắm quyền vào năm 2008, Cuba đã đạt được nhiều nỗ lực cải thiện chất lượng sống của người dân và đã đạt được nhiều tiến bộ lớn trong giáo dục, y tế, tuổi thọ và nghiên cứu khoa học. Sự chuyển đổi kinh tế vĩ mô so với trong những năm 1989-1993 do ảnh hưởng của địa chính trị làm cho GDP của Cuba giảm 35%, kinh tế tăng trưởng ở con số -14,9% năm 1993, đến năm 1994 thì đã dừng lại sự suy thoái trong sản xuất.
Để đảm bảo an ninh lương thực, Chính phủ Cuba đã tiến hành giao đất nông nghiệp cho tư nhân canh tác nhằm tận dụng đất bỏ hoang và tăng sản lượng lương thực trong nước, giảm thiểu chi phí nhập khẩu lương thực. Những thay đổi này đã đụng chạm đến những vấn đề cốt lõi của sở hữu. Những cải cách kinh tế trong 15 năm qua của Chính phủ Cuba đã cho phép đưa một cách dần dần và có trật tự các cơ chế thị trường, với sự đồng thuận xã hội trong nền kinh tế kế hoạch hóa. Cũng nhờ đó, Cuba tránh được những sai lầm ở Đông Âu do "quá tin tưởng vào kinh tế thị trường". Những cải cách mang tính bước ngoặt đã được thực hiện ngay từ khi Chủ tịch Raul Castro chính thức cầm quyền vào năm 2008. Trong phiên bế bạc kỳ hợp thứ 6, Quốc hội khóa VII của Cuba, Chủ tịch Raul Castro đã kêu gọi thực hiện triệt để những điều chỉnh trong chính sách kinh tế, coi đây là con đường duy nhất để duy trì cách mạng Cuba: "Chúng ta cải cách hoặc chúng ta chìm nghỉm". 

## Nội dung

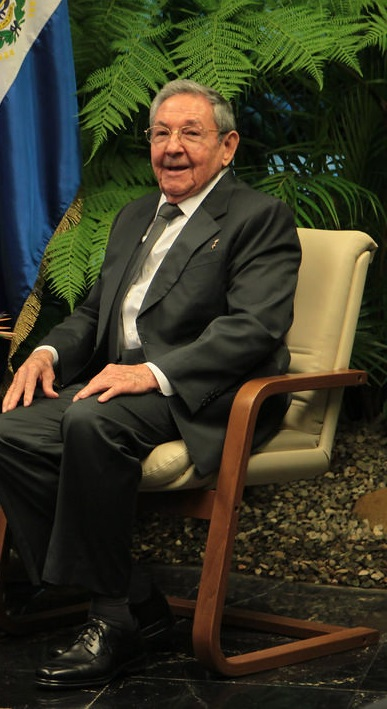
Raul Castro người đã khởi xướng những cải cách kinh tế của Cuba

Cùng với quá trình thay đổi về nhận thức, Chính phủ Cuba ban hành những chính sách quan trọng nhằm điều chỉnh mô hình kinh tế. Đường lối cập nhật hóa mô hình phát triển kinh tế xã hội được Đại hội VI Đảng Cộng sản Cuba thông qua dưới tên gọi "Các chủ trương của chính sách kinh tế-xã hội của Đảng và cách mạng" (Lineamientos). Mục đích của cải cách không phải là biến đổi đáng kể mô hình thực tế mà là "cập nhật nó", giữ quyền chi phối của Nhà nước trong kế hoạch tập trung và sở hữu tài sản đối với thị trường và tư nhân.
Đường lối cập nhật hóa mô hình phát triển kinh tế-xã hội gồm 313 nội dung, biện pháp cụ thể, nhằm giải phóng lực lượng sản xuất, tạo động lực nâng cao hiệu quả kinh tế. Mục đích của cải cách là để phát triển đất nước trong thời kỳ mới dựa trên cơ sở phát huy và tận dụng sức mạnh nội lực và ngoại lực. Trong mô hình cải cách theo chủ trương của ông Raul Castro là việc mở cửa nền kinh tế cho nguồn vốn đầu tư nước ngoài, với việc chính phủ thông qua Luật đầu tư nước ngoài năm 2014 hay dự án thành lập Đặc khu phát triển Mariel.
Việc phát huy sức mạnh nội lực được thực hiện với các biện pháp ban hành một luật thuế, tinh giản biên chế nhà nước bằng cách cho phép thêm nhiều doanh nghiệp nhỏ ra đời, cho phép cá nhân được mua bán nhà ở, tự do hóa thị trường ôtô, tiến tới xóa bỏ việc lưu hành song song hai đồng tiền, thực hiện cải cách ruộng đất, tổ chức lại và sáp nhập công ty quốc doanh. Việc tận dụng sức mạnh ngoại lực được thực hiện thông qua chủ trương coi đầu tư là động lực phát triển kinh tế, thay đổi luật để khuyến khích đầu tư nước ngoài, đàm phán lại trả nợ nước ngoài để gây dựng độ tin cậy trên thị trường, giúp có được những khoản vay mới, nỗ lực bình thường hóa quan hệ với Mỹ.
Chính phủ Cuba giao quyền sử dụng khu đất của nhà nước bị bỏ hoang cho những người sản xuất nhỏ canh tác trong thời hạn hợp đồng 10 năm. Năm 2013, Chính phủ chấm dứt việc cơ quan đứng ra thu mua và phân phối. Và trong năm 2014, Nhà nước đã tạo ra thị trường bán buôn vật tư nông nghiệp đầu tiên. Từ năm 2008 đã có khoảng 1.830.000ha đất nhàn rỗi đã được giao cho 214.000 người lao động sử dụng để trồng rau màu, chăn nuôi và trồng lúa.
Đặc khu kinh tế đầu tiên ở Cu-ba được thành lập tháng vào 2013 tại vùng cảng nước sâu Ma-ri-en (Mariel), cách Thủ đô La Habana 45 km về phía Tây với diện tích 465km2. Đặc khu này đã thu hút được gần 1,2 tỷ USD vốn đầu tư, trực tiếp tạo ra gần 5.000 việc làm. Sau 5 năm thành lập, đặc khu trở thành một động lực phát triển kinh tế của Cuba đang trên đường đổi mới cập nhật mô hình phát triển kinh tế.
Cuba thưc hiện xóa bỏ việc lưu hành song song hai đồng tiền là đồng peso Cuba được dùng trong trao đổi nội địa và đồng peso hoán đổi (tương đương với đồng USD, trị giá khoảng 24 đến 25 peso Cuba) chủ yếu dùng trong việc mua bán sản phẩm và dịch vụ nhập khẩu. Chính phủ Cuba tuyên bố từ bỏ hệ thống tài chính sử dụng hai loại tiền tệ khác nhau là đồng Peso quốc gia (CUP) và Peso chuyển đổi (CUC), để chuyển sang dùng một loại tiền duy nhất. Chính phủ Cuba duy trì công tác chuẩn bị cho thống nhất tiền tệ, trong đó bên cạnh việc tìm giải pháp để cân đối quan hệ giữa giá cả-đồng lương-tiền tệ. Trong năm 2018, Chính phủ Cuba tăng cường đẩy nhanh dự án thống nhất tiền tệ, coi đây chính là thời điểm phải xúc tiến việc thống nhất hai loại tiền.

## Khó khăn
Những công việc của Cuba cũng tồn tại nhiều hạn chế như Doanh nghiệp nhà nước còn có biểu hiện quan liêu, không hiệu quả. Một số vấn đề mới xuất hiện do mặt trái của phát triển kinh tế tư nhân, như vấn đề bất bình đẳng xã hội, chênh lệch giàu nghèo trở thành những vật cản đối với kinh tế Cuba. Lệnh cấm vận thương mại của Mỹ vẫn được duy trì, nhất là khi chính quyền mới ở Mỹ quay lại đường lối chính sách cứng rắn cũ, trước đây, Tổng thống Mỹ Barack Obama tuyên bố, Mỹ sẽ khôi phục quan hệ ngoại giao với chính quyền Havana và kêu gọi Quốc hội Mỹ dỡ bỏ lệnh cấm vận Cuba. Tuy nhiên, Tổng thống Donald Trump đã hủy bỏ thỏa thuận với Havana và cam kết các lệnh trừng phạt với Cuba sẽ không được dỡ bỏ đến khi Cuba trả tự do cho các tù nhân chính trị và tổ chức bầu cử tự do.
Những vấn đề chính trị đã ảnh hưởng lớn đến sự tăng trưởng kinh tế của quốc gia này. Cuba tiếp tục phụ thuộc vào sự trợ giúp từ Vênêxuêla nhưng nền kinh tế nước này vẫn chưa thoát khỏi khủng hoảng, ảnh hưởng trực tiếp đến kinh tế Cuba. Dưới áp lực của cuộc chiến tranh kinh tế mà Mỹ tiến hành áp đặt gần nửa thế kỉ qua, Cuba không có điều kiện tiếp nhận các khoản tín dụng dài hạn để phát triển kinh tế. Cuba buộc phải vay nợ ngắn hạn nước ngoài với lãi suất cao từ 16% đến 20%, vì mức độ rủi ro của nền kinh tế khá cao. Hệ quả là nợ nước ngoài gia tăng, sự mất cân đối trong cơ cấu xuất nhập khẩu ngày càng nghiêm trọng.
Trong năm 2017, nền kinh tế Cuba đã tăng trưởng 1,6%, bất chấp nhiều thách thức và khó khăn lớn về tài chính. Người dân Cuba đã được hưởng nhiều tự do hơn, có thể tự thành lập doanh nghiệp. Tuy nhiên, nền kinh tế nước này vẫn chưa thực sự khởi sắc trong bối cảnh nhiều chương trình cải cách quan trọng còn bị trì hoãn. Thu nhập gia đình, dịch vụ du lịch, sản xuất lương thực, giao thông phụ thuộc ít hơn vào nhà nước, chủ yếu phụ thuộc nhiều vào khu vực tư nhân. Thị trường bất động sản, bán lẻ hàng tiêu dùng và dịch vụ, và việc cung cấp đầu vào cho khu vực tư nhân đã được mở rộng, ở cả thị trường chính thức và không chính thức. Một thách thức nữa hiện nay của kinh tế Cuba là sự mất cân đối lớn giữa một hệ thống giáo dục rất phát triển với một nền kinh tế còn chưa đủ chỗ làm phù hợp với việc phổ cập đại học cho toàn dân